# Strut Records
 (juillet 2017).
Si vous disposez d'ouvrages ou d'articles de référence ou si vous connaissez des sites web de qualité traitant du thème abordé ici, merci de compléter l'article en donnant les références utiles à sa vérifiabilité et en les liant à la section « Notes et références ».
Strut Records est un label anglais fondé en 1999 par Quinton Scott. Il est spécialisé dans l'édition de vieilles perles, relevant particulièrement de genres dansant (funk, calypso, italo disco, etc.) ainsi que d'afrobeat (compilations de musique de Lagos des années 1970, etc.). Près de 300 disques ont été sortis. Le label collabore avec Studio !K7, à l'origine des compilations DJ Kicks.

## Artistes publiés
- Souljazz Orchestra
- Grandmaster Flash
- Chaka Khan
- Danny Krivit
- Kid Creole
- Walter Gibbons
- Amp Fiddler / Sly & Robbie
- Mulatu Astatke and The Heliocentrics
- Horace Andy & Ashley Beedle
- Ebo Taylor